# Liste der Stolpersteine in Syddanmark

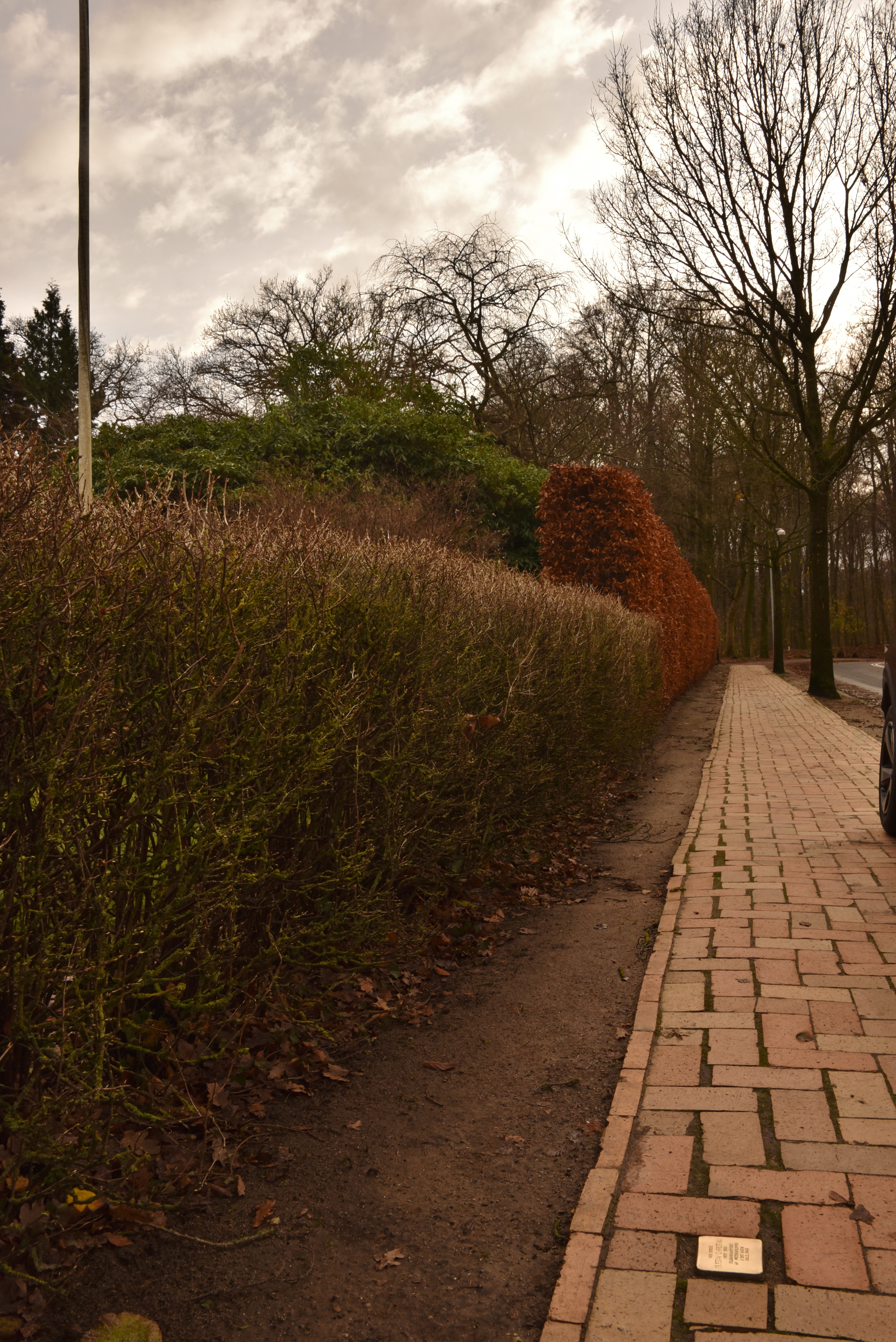
Stolperstein in Odense

Die Liste der Stolpersteine in Syddanmark enthält die Stolpersteine, die in der dänischen Region Syddanmark verlegt wurden. Stolpersteine erinnern an das Schicksal der Menschen, die von den Nationalsozialisten ermordet, deportiert, vertrieben oder in den Suizid getrieben wurden. Die Stolpersteine wurden vom deutschen Künstler Gunter Demnig konzipiert und werden von ihm in der Regel selbst verlegt. Die Stolpersteine liegen meist vor dem letzten selbstgewählten Wohnort des Opfers.
Die ersten Verlegungen in dieser Region erfolgten am 8. August 2021 in Odense.

## Verlegte Stolpersteine

### Kolding
In Kolding wurden fünf Stolpersteine an vier Adressen verlegt.
| Stolperstein | Übersetzung | Verlegeort      | Name, Leben |
| ------------ | --- | --------------- | --- |
|              | HIER WOHNTE ALICE HENRIETTE DINESEN GEBORENE MEYER-BERENDSOHN 1886 FLUCHT NACH SCHWEDEN 15.10.1943                             | Hjelmsvej 11    | Alice Henriette Dinesen, geborene Meyer-Berendsohn, wurde am 29. Januar 1886 in Hamburg geboren. Sie hatte zwei Brüder, Walter August und Kurt. Meyer-Berendsohn wurde Kindergärtnerin. Nach der Machtergreifung der Nationalsozialisten 1933 flohen sie und ihr Bruder Walter August nach Dänemark. Im Jahr 1935 heiratete sie den aus Vilstrup stammenden Fabrikanten Peter Dinesen, mit dem sie nach Kolding zog. Durch die Operation Safari am 29. August 1943 ging die Regierungsgewalt an die deutsche Militärverwaltung über; die Juden waren damit in höchster Gefahr. Eine Gruppe von Dänen in Lyngby versuchte schnellstens zu helfen, diese Gruppe hatte auch Kontakt zu Alice Dinesens' Bruder, der in Lyngby lebte. Die Warnung erreichte Dinesen rechtzeitig. Mit Hilfe gelangte sie nach Lyngby und von dort weiter nach Gilleleje, von wo sie am 15. Oktober 1943 nach Höganäs, Schweden, übersetzte. Im Juni 1945 kehrte sie nach Kolding zurück. Alice Henriette Dinesen starb am 25. Juli 1949. Ihr Bruder Kurt, dessen Frau Herta und deren vier Kinder wurden im Rahmen der Shoah ermordet. |
|              | HIER WOHNTE KARINUS JOHANNES FELSTED GEBOREN 1891 VERHAFTET 3.12.1943 DEPORTIERT 1943 SACHSENHAUSEN ERMORDET 5.5.1944          | Agtrupvej 1     | Karinus Johannes Felsted wurde am 14. November 1891 in Kolding geboren. Seine Elten waren Färber Hans Frederik Felsted (geboren 1851) und Anne Kirstine, geborene Juhl (geboren 1854). Felsted war Schneider und arbeitete für die Schneiderfirma A. G. Isaksen. Im Jahr 1917 heiratete er die 1892 in Fredericia geborene Thora Marie Petersen, die wenige Monate später starb. Felsted trat dem Sozialdemokratischen Bund bei und wurde in der Gewerkschaftsbewegung aktiv. Wahrscheinlich verteilte er illegale Zeitschriften und sammelte Geld für die verbotene Zeitschrift Budstikken Kolding. Die Deutsche Polizei hatte Hinweise erhalten und führte am 3. Dezember 1943 eine Razzia durch, bei der auch Felsted verhaftet wurde. Er kam zuerst in das Gestapo-Hauptquartier in Kolding, dann in das Gefängnis. Am 21. Dezember 1943 erfolgte, zusammen mit anderen Widerstandskämpfern, seine Deportation in das KZ Sachsenhausen, wo er mit der Häftlingsnummer 74.343 registriert wurde. Karinus Johannes Felsted erkrankte hier und starb am 5. Mai 1944. |
|              | HIER WOHNTE KAI IBSEN GEBOREN 1911 VERHAFTET 10.6.1944 DEPORTIERT 1944 NEUENGAMME BEFREIT                                      | Clemensgade 3   | Kai Ibsen wurde am 18. Dezember 1911 in Ringkøbing geboren. Sein Vater arbeitete dort als Typograf, später zog die Familie nach Kolding, weil sein Vater den Arbeitsplatz wechselte. Auch Kai Ibsen begann eine Lehre als Typograf, brach diese aber ab, wurde Stadtschreiber, dann Hilfsarbeiter und schließlich Erd- und Betonbauer. Er wurde politisch aktiv und 1934 Mitglied der Kommunistischen Partei Dänemarks, zeitweise war er Vorsitzender in Kolding. Im Jahr 1936 heiratete er Marie Sørensen. Das Paar bekam zwei Kinder, Birgit (geboren 1936) und Jørn (geboren 1946). Seine Frau und er engagierten sich bereits in den 1930er Jahren für deutsche Auswanderer, die nach Dänemark exilieren wollten. Kai Ibsen wurde am 22. Juni 1941 in seiner Wohnung von der dänischen Polizei verhaftet, zuerst ins Vestre-Gefängnis gebracht und von dort in das Lager Horserød überstellt. Nach einer kurzzeitigen Entlassung im November 1941 wurde er am 2. November 1942 erneut verhaftet und im Lager Horserød inhaftiert. Im August 1943 flüchteten 95 Gefangene aus dem Lager, Ibsen war einer von ihnen. Er setzte seine Widerstandsarbeit in Kopenhagen und Odense fort, schließlich organisierte er in Südjütland unter dem Decknamen „Konrad“ Widerstandsgruppen. Im Juni 1944 wurde er, diesmal zusammen mit seiner Frau, erneut verhaftet. Im Gestapo-Hauptquartier in Kolding wurde er verhört, dann im Internierungslager Frøslev interniert und von dort im Dezember in das KZ Neuengamme deportiert. Eingesetzt wurde Ibsen dann beim „Rollenden Kommando“. Es bestand aus Gefangenen, die in Waggons durch Deutschland geschickt wurden, um die Eisenbahnlinien zu reparieren, die durch Alliierte Luftangriffe zerstört worden waren. Ende April 1945 kam er durch die Rettungsaktion der Weißen Busse frei und kam nach Schweden. Dwight D. Eisenhower dankte ihm mit einem Schreiben für seine Widerstandsarbeit. Kai Ibsen blieb auch nach dem Krieg politisch aktiv und war für die Socialistisk Folkeparti im Koldinger Stadtrat. Des Weiteren war er Schulleiter der Specialarbejderskolen. Kai Ibsen starb am 21. Februar 1994. |
|              | HIER WOHNTE JØRGEN KELSTRUP GEBOREN 1913 VERHAFTET 5.4.1944 DEPORTIERT 1944 NEUENGAMME ERMORDET 27.11.1944                     | Haderslevvej 25 | Jørgen Kelstrup wurde am 25. Januar 1913 in Kolding als Sohn des Kleidungsfabrikanten Holger Kelstrup und dessen Ehefrau Alma K. Dreyer geboren. Er absolvierte das Gymnasium von Kolding, schloss sich den Pfadfindern an, studierte Handel in Vejle und später in England, leistete 1933 seinen Militärdienst. 1940 trat er in das Unternehmen seines Vaters ein, in das Engelsk Beklædnings Magasin, 1942 wurde er Prokurist. Nach dem Überfall der deutschen Wehrmacht auf Norwegen und Dänemark am 9. April 1940 schloss er sich der Widerstandsbewegung in Kolding an. Der Historiker Henrik Skov Kristensen kam 2021 in seinem Buch Gestapo’s prison camps in Denmark zur Schlussfolgerung, dass sowohl Jørgen Kelstrup als auch Poul Seidenfaden (siehe unten) Verbindungen zum britischen Auslandsgeheimdienst SIS hatten. Jørgen Kelstrup wurde am 5. April 1944 verhaftet und zuerst nach Staldgården in Kolding gebracht. Es folgten Internierungen im Kopenhagener Gefängnis Vestre Fængsel, im Lager Horserød, im Internierungslager Frøslev und schließlich im KZ Neuengamme. Von Neuengamme aus wurde er zur Zwangsarbeit im KZ-Außenlager Porta Westfalica eingeteilt. Jørgen Kelstrup erkrankte an einer Lungenentzündung und starb am 27. November 1944 während eines Krankentransportes nach Neuengamme. Er wurde in Neuengamme eingeäschert. Eine Urne, die mutmaßlich seine Asche enthielt, wurde am 25. Januar 1946 in Kolding bestattet. |
|              | HIER WOHNTE POUL SEIDENFADEN GEBOREN 1915 WIDERSTANDSKÄMPFER VERHAFTET 1.7.1944 DEPORTIERT 1944 NEUENGAMME ERMORDET 13.12.1944 | Haderslevvej 25 | Poul Seidenfaden wurde am 23. Januar 1915 in Præstø in der Region Sjælland geboren. Er war der Sohn des Lehrers Erik Seidenfaden (1883–1931) und von Elna geb. Wille (1884–1964). Er absolvierte das Skt. Jørgens Gymnasium in Frederiksberg und wurde 1941 Ingenieur (cand. polyt.). Er arbeitete für die Radiofabrik Allways in Kopenhagen. Er schloss sich der dänischen Widerstandsbewegung an und soll laut Forschungen von Henrik Skov Kristensen Verbindungen zum britischen Auslandsgeheimdienst SIS gehabt haben. Er zog nach Kolding und verteilte die Untergrund-Zeitschrift Budstikken für Kolding og omegn. Die Widerstandskämpfer Dänemarks wollten die Bevölkerung zu aktivem Widerstand gegen die Besatzungsmacht ermutigen, auch zum Protest gegen die Kooperation der eigenen Regierung mit dem NS-Regime. Poul Seidenfaden wurde am 1. Juli 1944 verhaftet und zuerst im Kopenhagener Gefängnis Vestre Fængsel gefangen gehalten. Am 6. September 1944 wurde er in das Internierungslager Frøslev überstellt, am 15. September 1944 schließlich in das KZ Neuengamme. Dort erhielt er die Häftlingsnummer 50539. Er kam am 13. Dezember 1944 in Neuengamme ums Leben. Es gibt einige Gedenktafeln, auf welchen er erwähnt wird, unter anderem am Skt. Jørgens Gymnasium von Frederiksberg und im Ingenieursverein in Kopenhagen. |

### Odense
In Odense wurden dreizehn Stolpersteine an zwölf Adressen verlegt.
| Stolperstein | Übersetzung | Verlegeort                  | Name, Leben |
| ------------ | --- | --------------------------- | --- |
|              | HIER WOHNTE IVAN ADRIANSEN GEBOREN 1924 WIDERSTANDSKÄMPFER VERHAFTET 10.10.1943 DEPORTIERT 1943 SACHSENHAUSEN SCHICKSAL UNBEKANNT             | Kochsgade 94                | Ivan Adriansen (1924–?) |
|              | HIER WOHNTE AKSEL EJLER ANDERSEN GEBOREN 1896 MITGLIED DER DKP VERHAFTET 9.10.1943 VESTRE FÆNGSEL GETÖTET 4.12.1943 KOPENHAGEN                | Ny Kongevej 46              | Aksel Ejler Andersen (1896–1943) |
|              | HIER WOHNTE HANS JØRGEN ANDERSEN GEBOREN 1924 WIDERSTANDSKÄMPFER VERHAFTET 18.6.1943 DEPORTIERT 1944 UMGEKOMMEN 25.3.1945 BRANDENBURG         | Fruens Bøge, Ingrids Allé 3 | Hans Jørgen Andersen (1924–1945) |
|              | HIER WOHNTE GUSTAV CHRISTGAU GEBOREN 1900 AUSGLEICHSMORD DER PETERGRUPPE IN SEINEM HAUS 20.2.1945                                             | Hunderupvej 220             | Gustav Christgau (1900–1945) war Kaffeegroßhändler und königlich schwedischer Vizekonsul. Er wurde von der Petergruppe als Rache für Aktionen der Widerstandsbewegung in seiner Villa erschossen.                                              |
|              | HIER WOHNTE ULRIK DIRCKS GEBOREN 1900 CLEARING-OPFER ERMORDET VOR SEINEM HAUS 9.11.1944                                                       | Bangs Allé 7                | Ulrik Dircks (1900–1944). Er wurde von der Petergruppe als Rache für Aktionen der Widerstandsbewegung ermordet. |
|              | HIER WOHNTE AGNES MARGRETHE HANSEN GEBOREN ALS KNUDSEN 1907 MITGLIED DER DKP VERHAFTET 16.11.1943 DEPORTIERT RAVENSBRÜCK UMGEKOMMEN 28.6.1944 | Kirkesvinget 10             | Agnes Margrethe Hansen (1907–1944) |
|              | HIER WOHNTE ORLA HENRIKSEN GEBOREN 1925 WIDERSTANDSKÄMPFER VERHAFTET 17.6.1943 DEPORTIERT 1944 UMGEKOMMEN 27.3.1945 BOCHUM                    | Store Glasvej 11            | Orla Henriksen (1925–1945) |
|              | HIER ARBEITETE CHARLES BØRGE JOHANSEN GEBOREN 1915 POLIZEIOFFIZIER VERWUNDET BEI BOMBENANSCHLAG AUF DIE POLIZEIWACHE TOT 6.3.1944             | Flakhaven 2                 | Charles Børge Johansen (1915–1944) |
|              | HIER WOHNTE ERNST PETER MADSEN GEBOREN 1911 POLIZEIOFFIZIER VERHAFTET 19.8.1944 DEPORTIERT 1944 UMGEKOMMEN 7.3.1945 MÜHLBERG                  | Christian den IX's Vej 14   | Ernst Peter Madsen (1911–1945) |
|              | HIER WOHNTE AXEL MOGENS METZ GEBOREN 1903 VERHAFTET 2.10.1943 DEPORTIERT 1943 THERESIENSTADT UMGEKOMMEN 12.3.1944                             | Hjallesevej 98              | Axel Mogens Metz (1903–1944) |
|              | HIER WOHNTE RUTH BERTHA NEBEL GEB. ASCHER 1900 DEPORTIERT 1943 THERESIENSTADT UMGEKOMMEN 28.9.1944                                            | Buchwaldsgade 38            | Ruth Bertha Nebel (1919–1944) |
|              | HIER WOHNTE GUNNAR CARLO NIELSEN GEBOREN 1900 WIDERSTANDSKÄMPFER GETÖTET 12.7.1944 GEELS KRO                                                  | Prinsesse Maries Allé 5     | Gunnar Carlo Nielsen (1900–1944) |
|              | HIER ARBEITETE SVEND BØRGE RASMUSSEN GEBOREN 1920 POLIZIST ERSCHOSSEN NEBEN DER POLIZEIWACHE 19.9.1944                                        | Flakhaven 2                 | Svend Børge Rasmussen (1920–1944) Reservepolizist, wohnte Drewsensvej 19, Odense. Wurde als er Wache am Rathaus in Odense stand, während des deutschen Angriff auf der dänische Polizei am 19. September 1944, von einem Deutschen erschossen. |

## Verlegedaten
- 8. August 2021: Odense (zehn Stolpersteine)
- 7. September 2021: Kolding (fünf Stolpersteine)
- 9. Juni 2022: Odense (drei Stolpersteine)

Fünf weitere Stolpersteine wurden 2022 in Assens, Svendborg und Skårup ved Svendborg verlegt.